# Église Sainte-Jeanne-d'Arc de Strasbourg
L'église Sainte-Jeanne-d'Arc est une église catholique des années 1930 située dans le quartier du Port du Rhin à Strasbourg. Elle se trouve place de l'Hippodrome à côté du square des Fusillés du 15 Juillet 1943 et juste en face de la chapelle de la Rencontre. L'église des Bateliers de Strasbourg, ainsi nommée en raison de l'essor de la ville et de son port. La statue de Saint Nicolas patron des bateliers orne le chœur. Elle est aussi appelée Armenseelenkirchlein (« petite église des âmes du Purgatoire »). Elle abrite un autel dédié à Notre-Dame du Purgatoire, illustrant la Vierge Marie libérant les âmes des flammes et des chaînes.
L'église Sainte-Jeanne-d'Arc du Port du Rhin a été fondée dans les années 1930. Elle est dédiée à sainte Jeanne d'Arc, libératrice de la France, sans doute à cause des menaces dues à la montée du nazisme outre-Rhin. L’abbé François-Xavier Scherer, vicaire à Saint-Urbain, nommé par Mgr Ruch posent la première pierre le 11 juin 1933 ; et l'église est bénie solennellement le 26 novembre 1933. Les trois cloches sont consacrées le 16 décembre 1934.
Le bâtiment profite d'une rénovation intérieure en mars 1970, d'un ravalement de façade en novembre 2009 suite au manifestation anti-Otan d'avril 2009, et d'une extension  en 2019.
« D.O.M. » (au frontispice de l’église): locution latine « Deo Optimo Maximo » se traduisant : « à Dieu très bon, très grand ».

## Un Sanctuaire pour les âmes du Purgatoire
Cette église abrite un autel à Notre-Dame des Ames du Purgatoire. « Le Messager des Ames du Purgatoire » est une revue bimestrielle dont la lecture incite à la réflexion et à la prière. Chaque vendredi est célébrée une Messe pour les abonnés au « Messager » et les défunts de leurs familles.

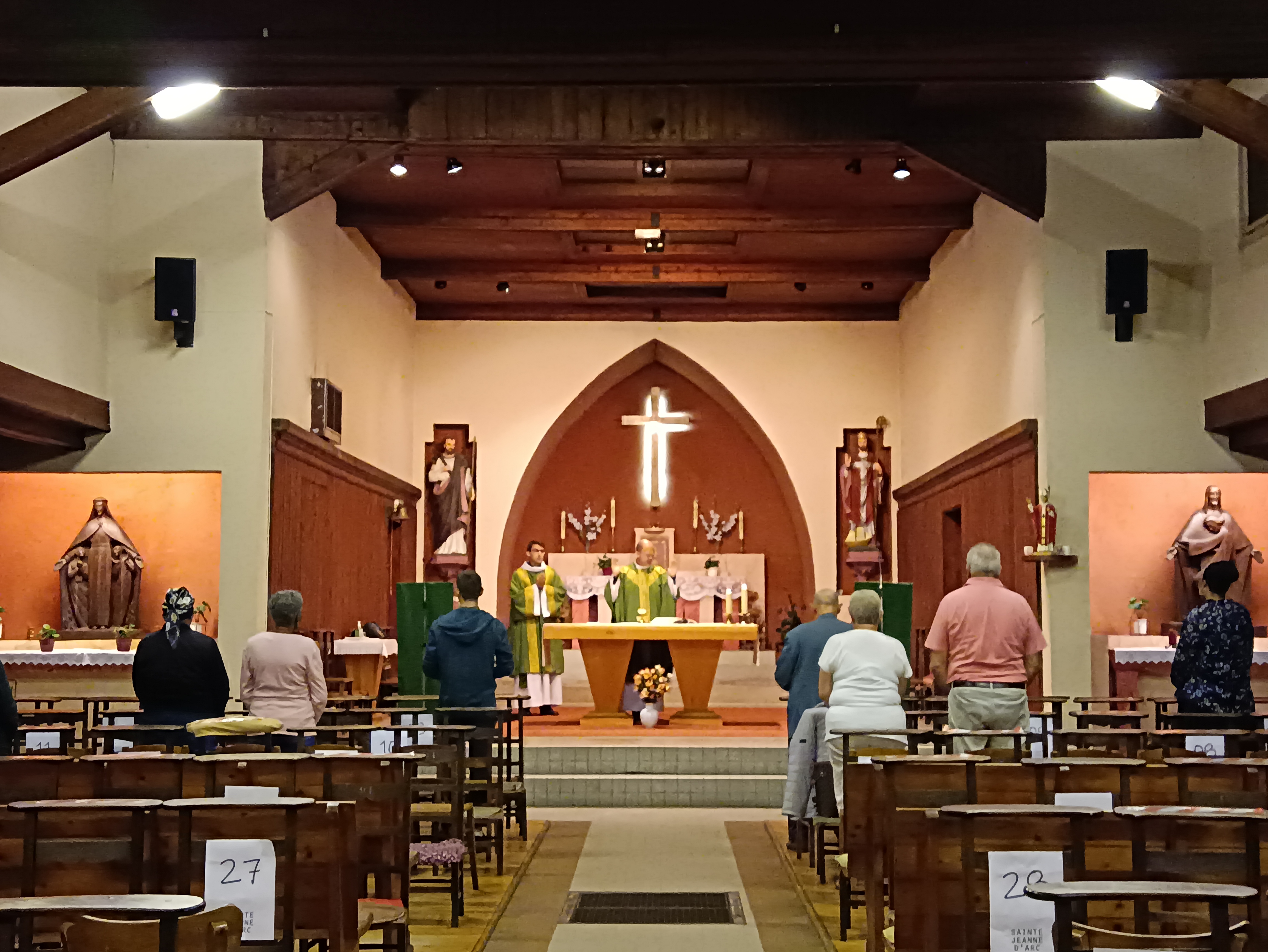
Église Sainte-Jeanne-d'Arc de Strasbourg intérieur.

## L'abbé Scherer: un bâtisseur et un martyr[3]

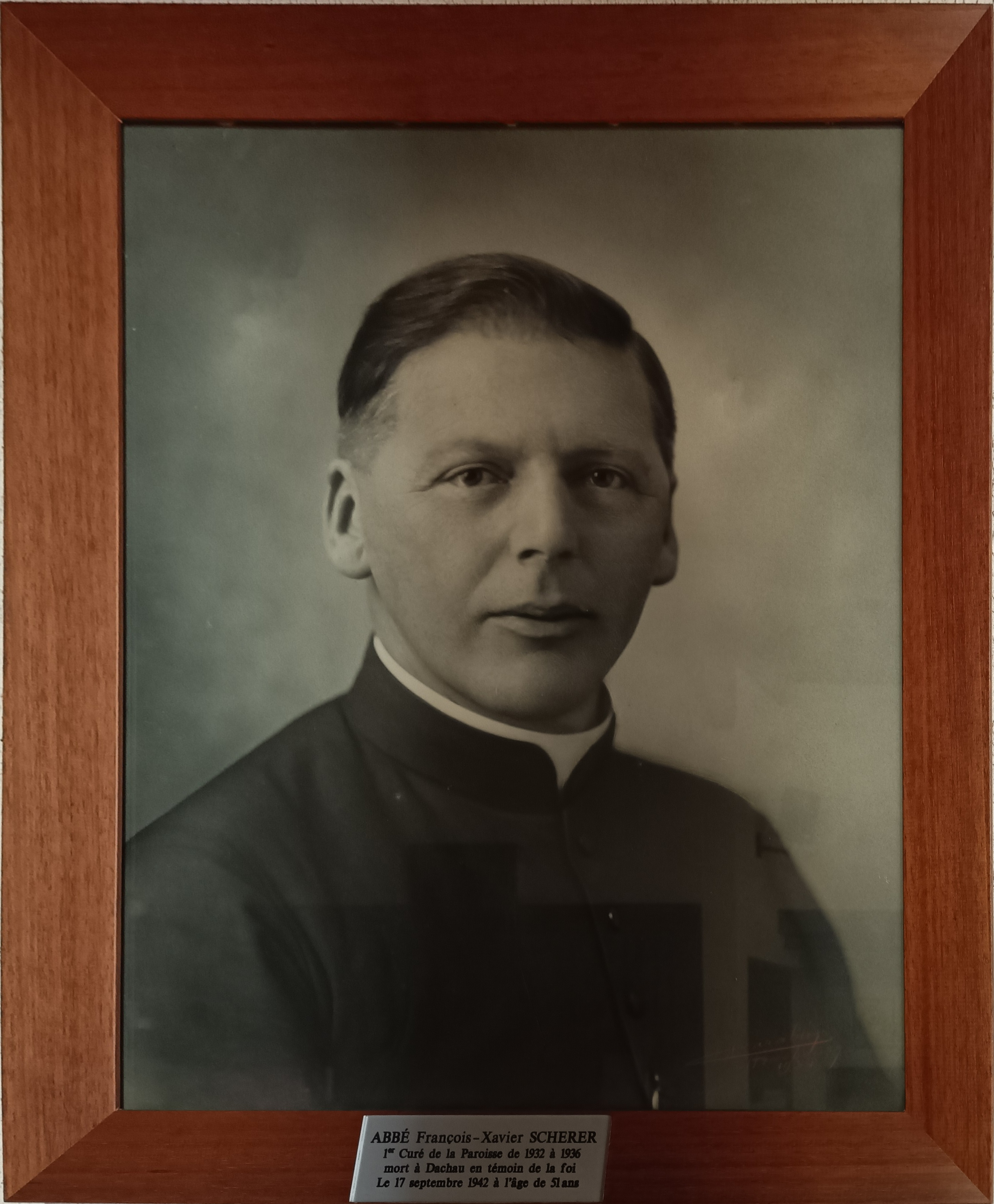
Église Sainte-Jeanne-d'Arc de Strasbourg François-Xavier Scherer.

L'abbé Scherer (1891-1942), fondateur de la paroisse et administrateur de 1932 à 1936, a joué un rôle essentiel dans l'organisation de la vie paroissiale. Sous son impulsion, la communauté s'est structurée autour de nombreuses œuvres, notamment le Foyer, le Cercle des Hommes, la Congrégation des Mères Chrétiennes, la Conférence de Saint-Vincent de Paul, le Cercle des Jeunes, les Enfants de Marie, ainsi que la Chorale et le Patronage du Jeudi.
Son zèle pastoral et son charisme ont permis de fédérer une paroisse modeste et pauvre, qu'il décrivait comme une œuvre bâtie "avec notre sueur, nos larmes et notre sang".
En 1936, il est muté à Staffelfelden, dans le Haut-Rhin. Pendant l'occupation nazie, il continua de prêcher avec courage, dénonçant indirectement le régime. Lors d'une homélie, il déclara : "Un seul peut dire : je suis le chemin, la vérité et la vie, c'est notre guide, Jésus-Christ". Ces paroles, perçues comme une critique du nazisme, attirèrent l'attention de la Gestapo.

### Arrestation, déportation et martyre
Arrêté et incarcéré par le régime nazi, il fut successivement emprisonné à Mulhouse, interné à Schirmeck, puis déporté au camp de concentration de Dachau le 29 mai 1942. Il y mourut le 17 septembre 1942 à l'âge de 51 ans.
Avant son décès, il avait écrit dans son testament : "Si ma mort devait être la conséquence d'une incarcération, je sais qu'un pénible chemin de croix m'attend. Cette croix, je la prends pourtant courageusement sur mes épaules comme martyr pour la cause du Christ". Ses cendres reposent dans le socle de la grande croix du cimetière de Staffelfelden.
Pour les fidèles de l'église, l'abbé Scherer est une figure de foi, de résistance et de martyre, honorée pour son engagement indéfectible envers sa mission pastorale et sa lutte contre l'idéologie nazie.

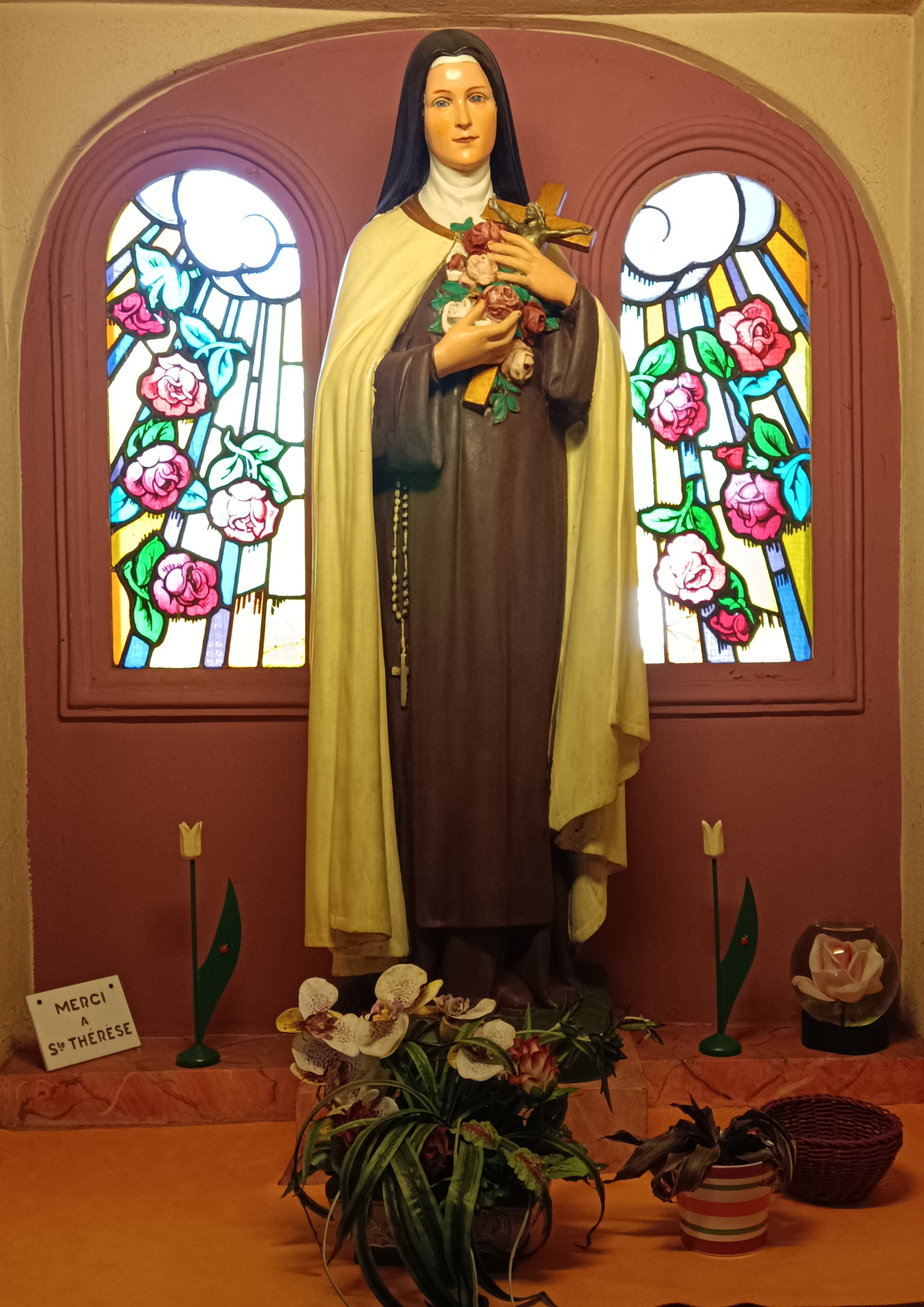
Église Sainte-Jeanne-d'Arc de Strasbourg statue Sainte-Thérèse.